# Hevesi József (műasztalos)
Hevesi József, születési nevén Heizer József (Tihany, 1857. március 29. – Kolozsvár, 1945. január 13.) kolozsvári műbútorasztalos, vállalkozó, B. Bak Lajos veje.

## Életpályája
Apja német származású katolikus kántortanító volt. Hevesi József (és négy fiútestvére közül három) belügyminisztériumi engedéllyel nevét Hevesire változtatta. 
Tihanyban járt iskolába. Először Veszprémben, majd Tihanyban tanulta az asztalos mesterséget.  Utána Székesfehérváron, majd Bécsben és  Budapesten dolgozott.  Részt vett a budapesti operaház butorzatának az elkészítésében is. Amikor főnöke, Thék Endre, igaztalanul megvádolta, azonnal felmondott, annak ellenére, hogy főnöke megbánva tettét, marasztalta, mert megbízható, jó szakembernek tartotta. Egyik barátja javaslatára 1885-ben került Kolozsvárra B. Bak Lajos Malom utcai asztalosműhelyébe. Fejlesztésre vonatkozó konkrét tanácsait főnöke elfogadta, és a műhely hamarosan céggé fejlődött. 1886 júliusában feleségül vette B. Bak Lajos Lujza nevű leányát, és apósával közösen vezették a céget, ahonnan 1897-ben kilépett, és önálló vállalkozásba fogott. Hamarosan Kolozsvár egyik legismertebb műbútorasztalosa lett.
1915 és 1918 között  Hevesi József volt az, akit a magyar kormány a frontszolgálaton lévő iparosok családjának kiutalt segélyek szétosztásának megszervezésével és lebonyolításával bízott meg. Miután 1918 decemberében a román katonák megszállták Kolozsvárt, 1920 áprilisában román mintára megalapították a Kolozsvári Kereskedők Tanácsát (románul Sfatul Negustoresc), amelynek vezetésére Hevesit kérték fel, az elnöki funkciót 1925-ig töltötte be. Ezután már csak közéleti szereplést vállalt.

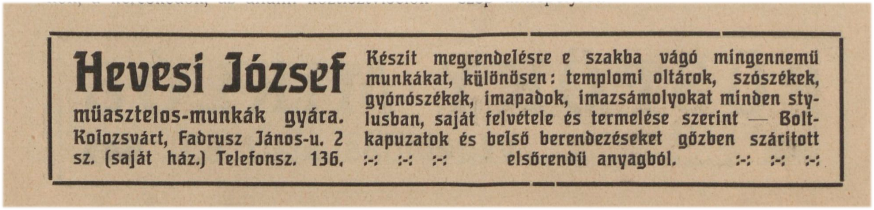
Reklám az Egyetem című lapban 1909-ben

1919. október 1-jén az egész Gyár (Fadrusz János/M. Eminescu) utcai  gyárát bérbe adta sógorának, Bak Imrének, de az nem tudta megfelelően működtetni, így Hevesi 1929-ben kénytelen volt felszámolni azt. 1921-ben még sikerült megszerveznie 300 iparosnak és kereskedőnek a kirándulását a budapesti árumintavásárra különvonattal. Ezen felbuzdulva Kolozsváron is sikerült árumintavásárt szervezni 1921-ben és 1924-ben is.

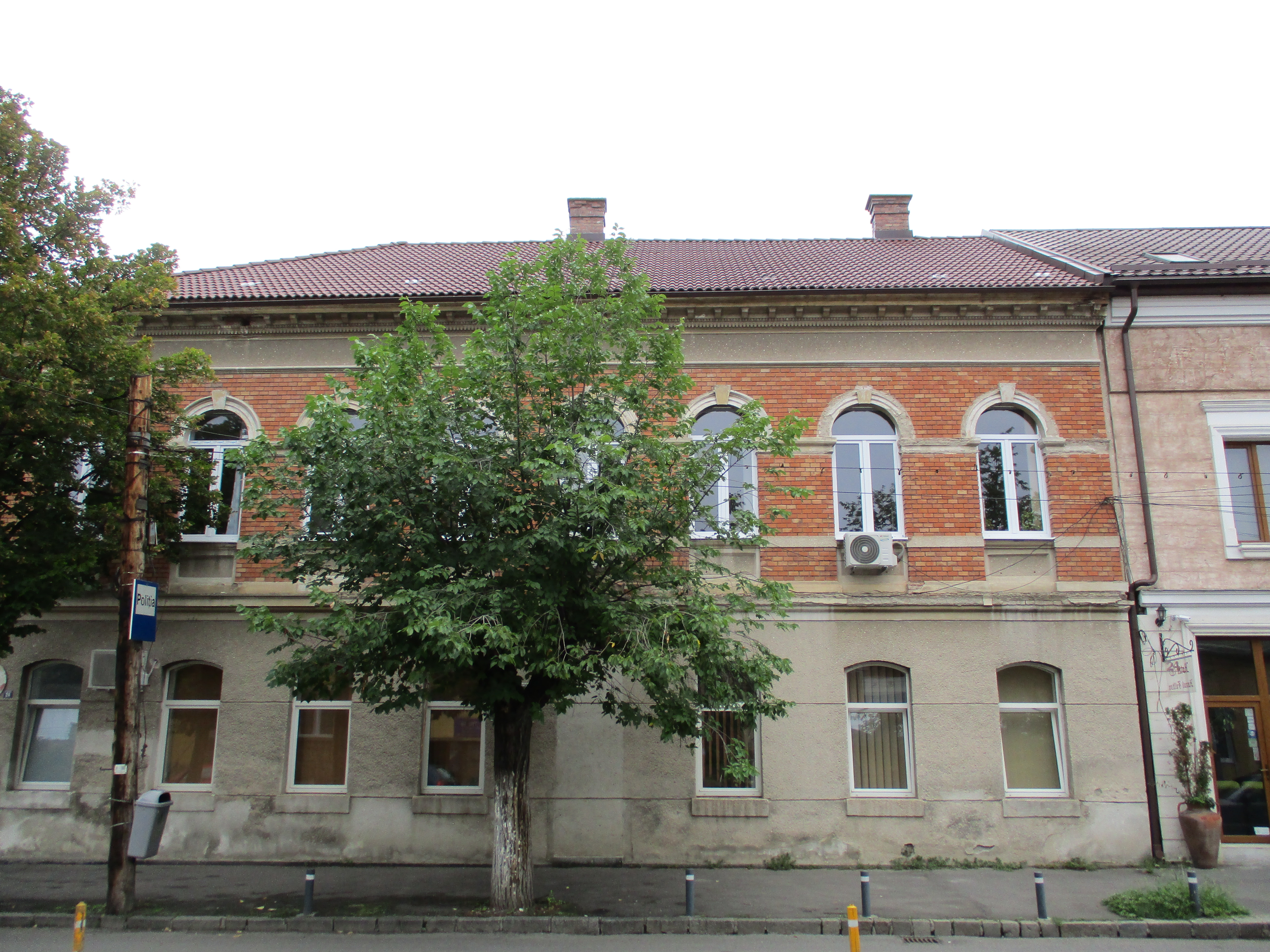
Az 1905-ben épített iparosok aggmenháza (Rudolf utca 22, ma Decebal utca 26)

Hevesi József élénk közéleti tevékenységet folytatott, elnöke volt az Iparos Egyletnek (1903–1933), tagja az iparkamara vezetőségének, több cikluson keresztül pedig a városi Törvényhatósági Bizottságnak is. Kolozsvárra kerülése után hitbuzgó tagja lett a Szent Mihály-plébániának, egyházi tanácsos, majd a katolikus Státus vezetőségi tagja. Tevékenyen részt vett az Erdélyi Kárpát-Egyesület és a Szépítő Egylet munkájában is. 1921-től politikusként a romániai magyar pártokban is tevékenykedett. Iparegyleti elnökként nevéhez fűződik az 1905-ben felépített emeletes aggmenház, az elaggott iparosok menedékháza, amelynek létrehozásában nagy segítségére volt Benigni Sámuel.
Hevesi József 1945. január 13-án hunyt el a Fadrusz János utca 4. szám alatti otthonában vesegyulladás következtében. Két nappal később a Házsongárdi temetőben helyezték örök nyugalomra. Sírjának pontos helye ma már ismeretlen.

## Munkái

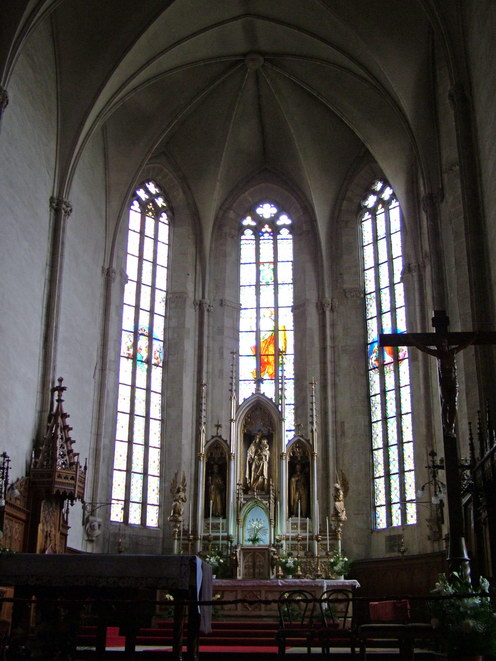
A Szent Mihály-templom szentélye

Amikor már kivált apósa cégéből, többek között a következőket készítette:
- a kolozsvári szülészeti és nőgyógyászati klinika, sebészeti klinika és igazgatósági épület asztalos munkái és belső berendezései,
- az Auguszteum és a Mariánum épületének asztalos munkái és belső berendezései,
- az Osztrák-Magyar Bank kolozsvári mintájára épülő szilágysomlyói bankpalota épületasztalosi munkálatai és bútorzata, 1914,
- a kereskedelmi és iparkamarai székház helyiségeinek berendezése, a díszterem berendezése és parkettezése,
- a Majális utca 23. szám alatti épület ebédlőjének bútorzata,
- a Szent Mihály-templom sekrestyéjének és szentélyének egyes bútorjai (apósával és sógorával),
- a tihanyi Lourdes-i Mária-oltár[2]

Orbán László jóvoltából előkerült egy kétszázoldalnyi kézirásos visszaemlékezése, amely 2022-ben megjelent a Kriterion Kiadónál.

## Emlékirata
- Hevesi József: Tihanytól Kolozsvárig. Egy műasztalos élete és munkássága. Közzéteszi: Nagy Béla, Kriterion Könyvkiadó, Kolozsvár, 2022.